# Campanula alpina
Campanula alpina är en klockväxtart som beskrevs av Nikolaus Joseph von Jacquin. Campanula alpina ingår i släktet blåklockor, och familjen klockväxter.

## Underarter
Arten delas in i följande underarter:
- C. a. alpina
- C. a. orbelica

## Bildgalleri

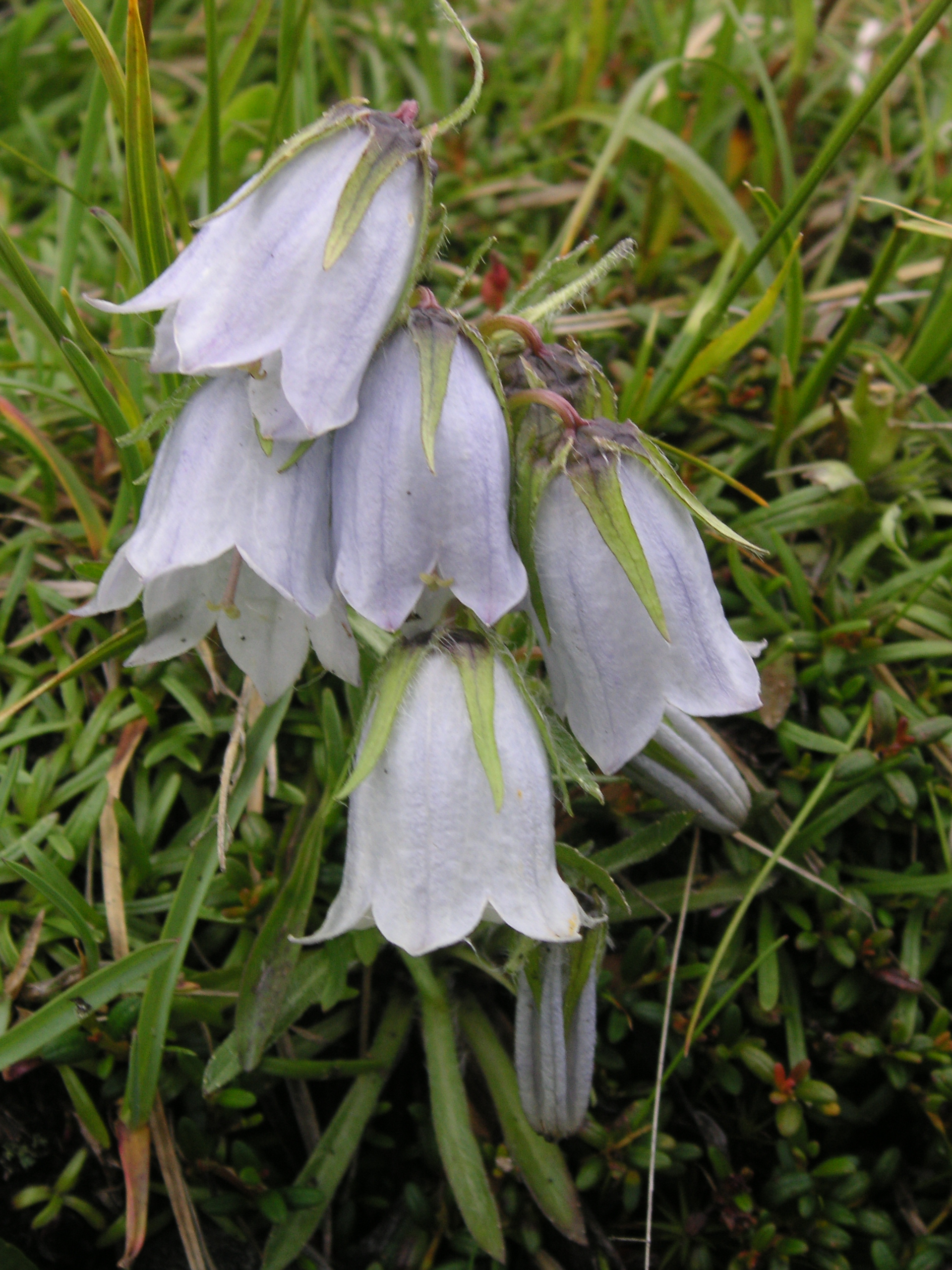
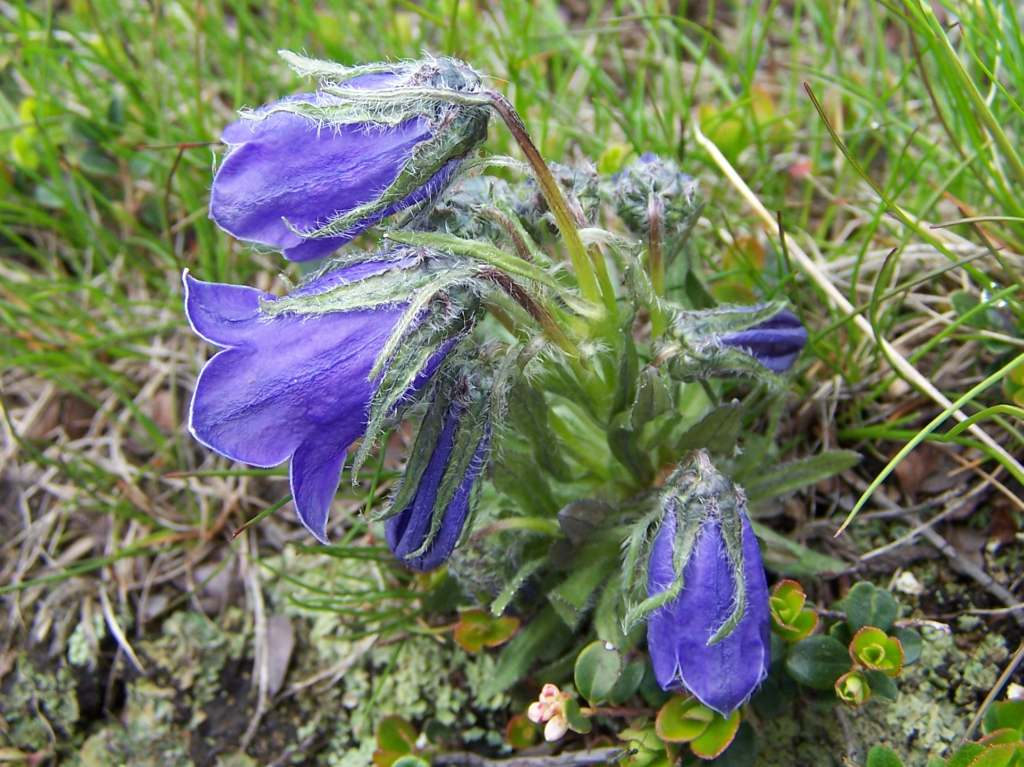
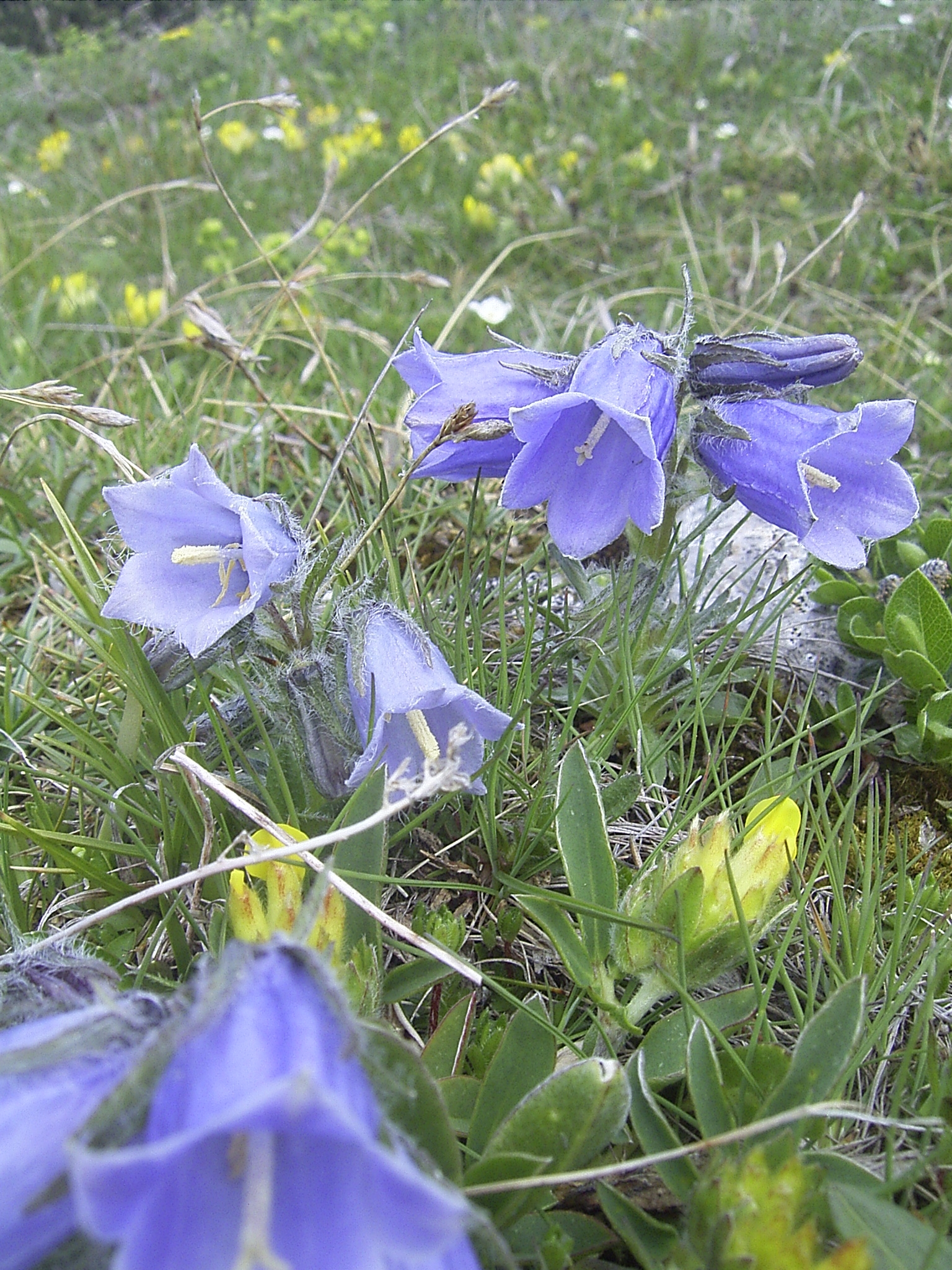
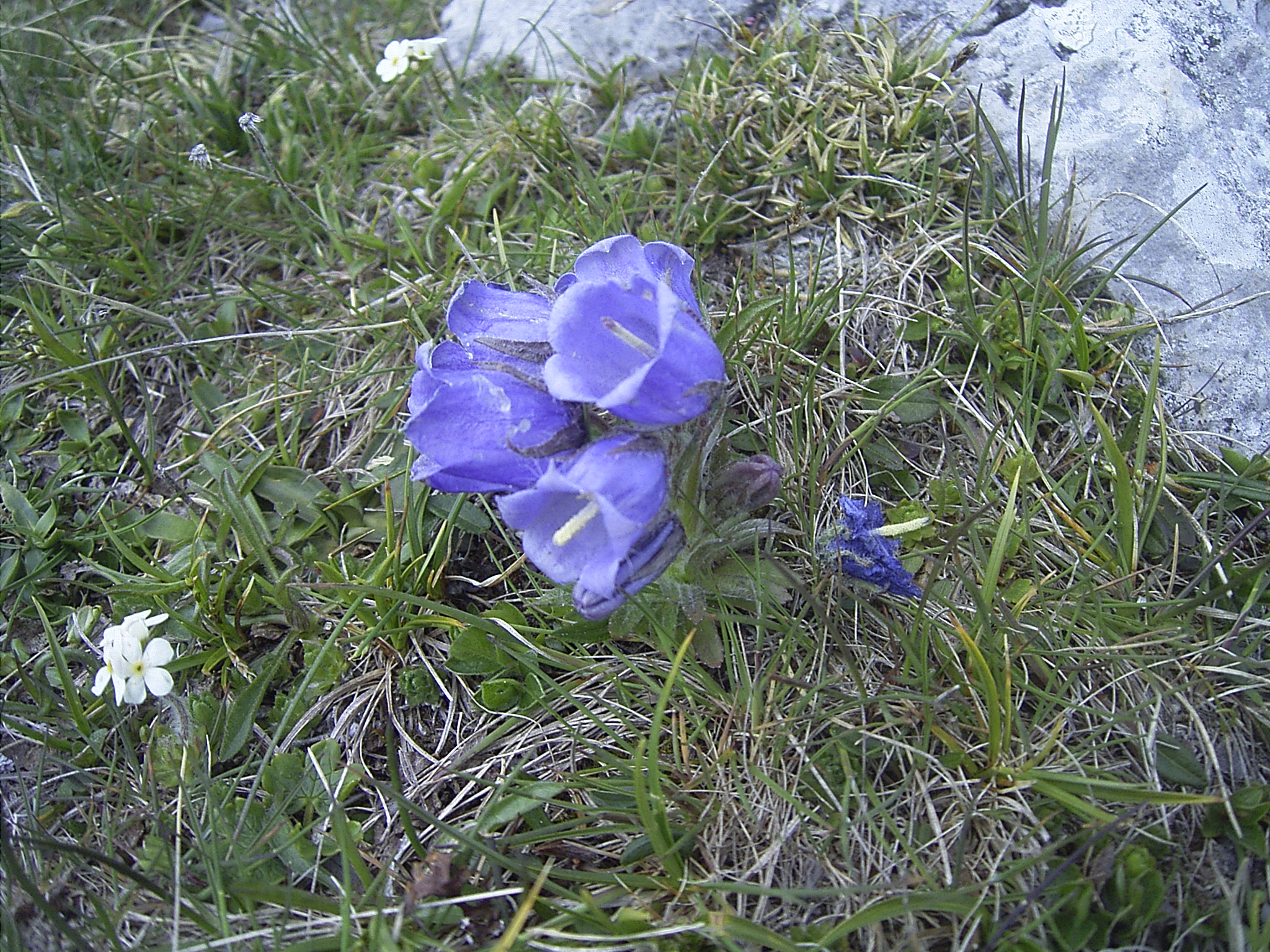
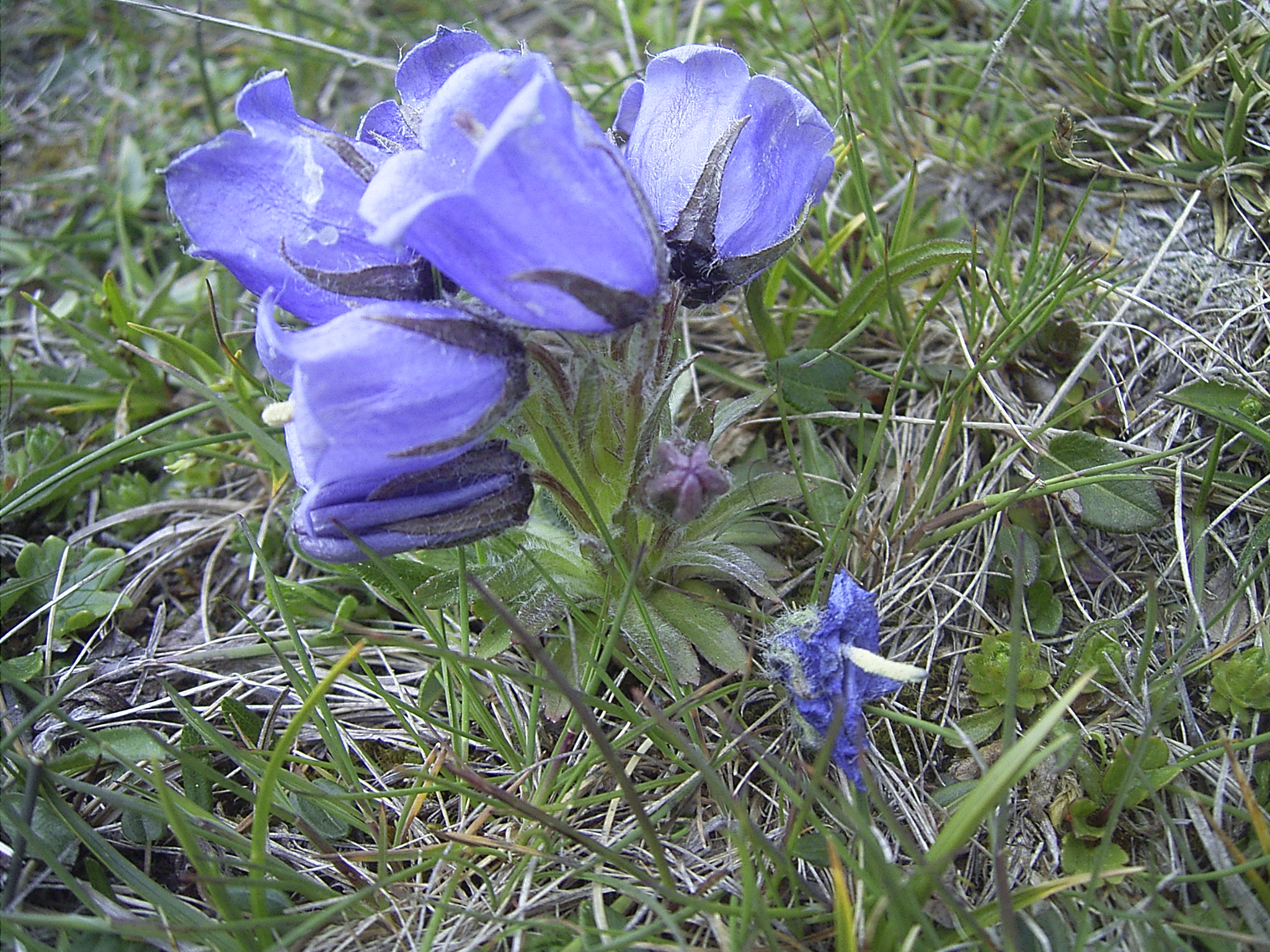
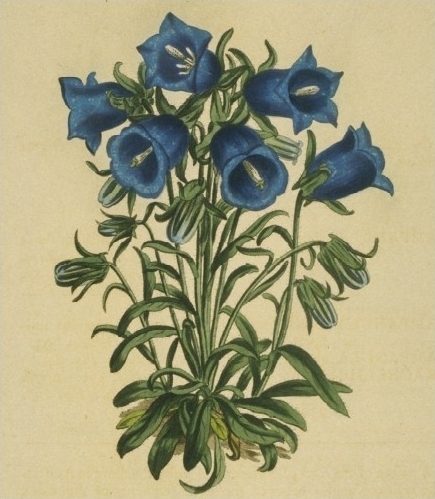
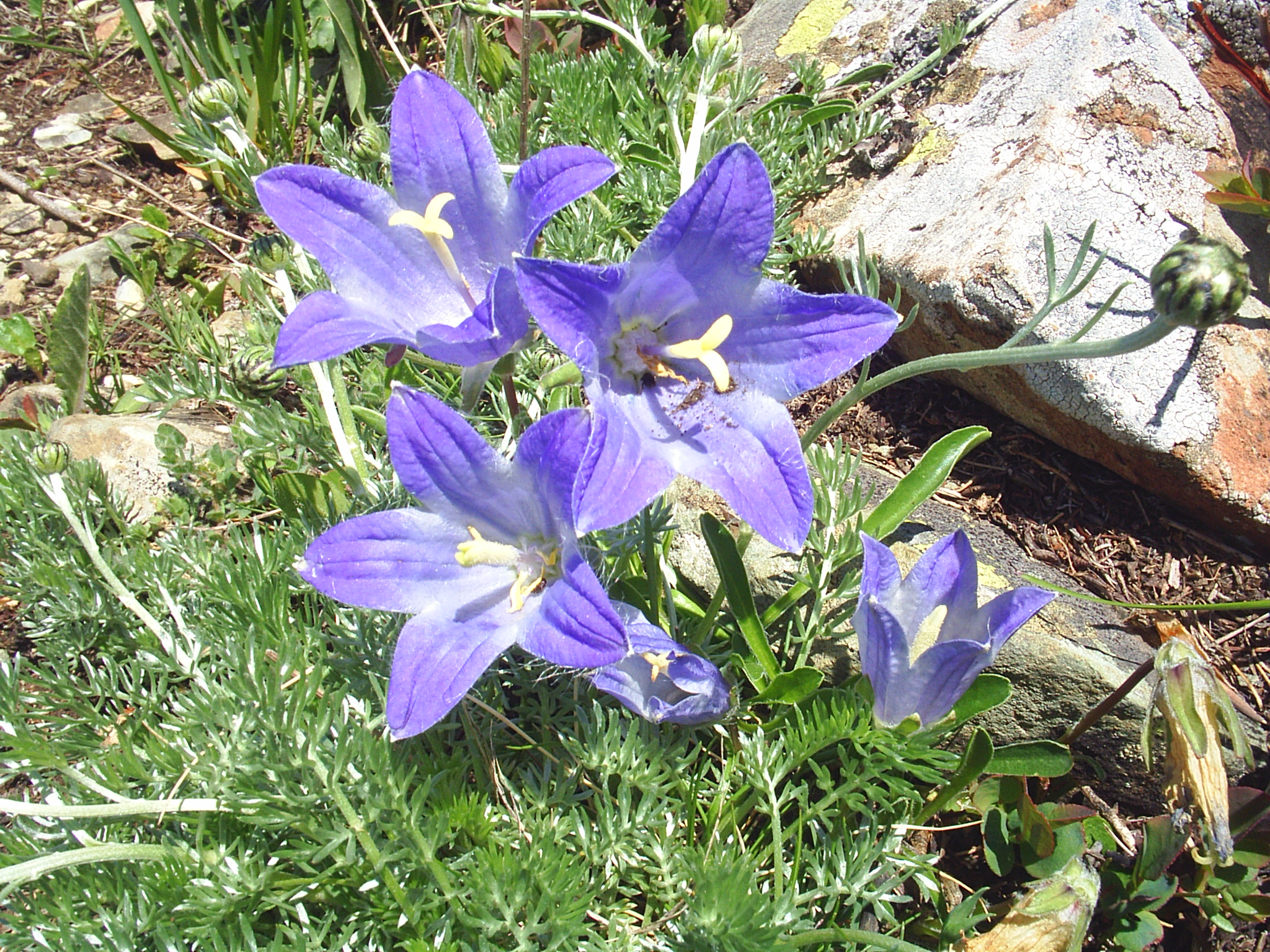